# Pempheris schomburgkii
Pempheris schomburgkii is een straalvinnige vissensoort uit de familie van bijlvissen (Pempheridae). De wetenschappelijke naam van de soort werd voor het eerst geldig gepubliceerd in 1848 door Müller & Troschel.